# Julius Glaser

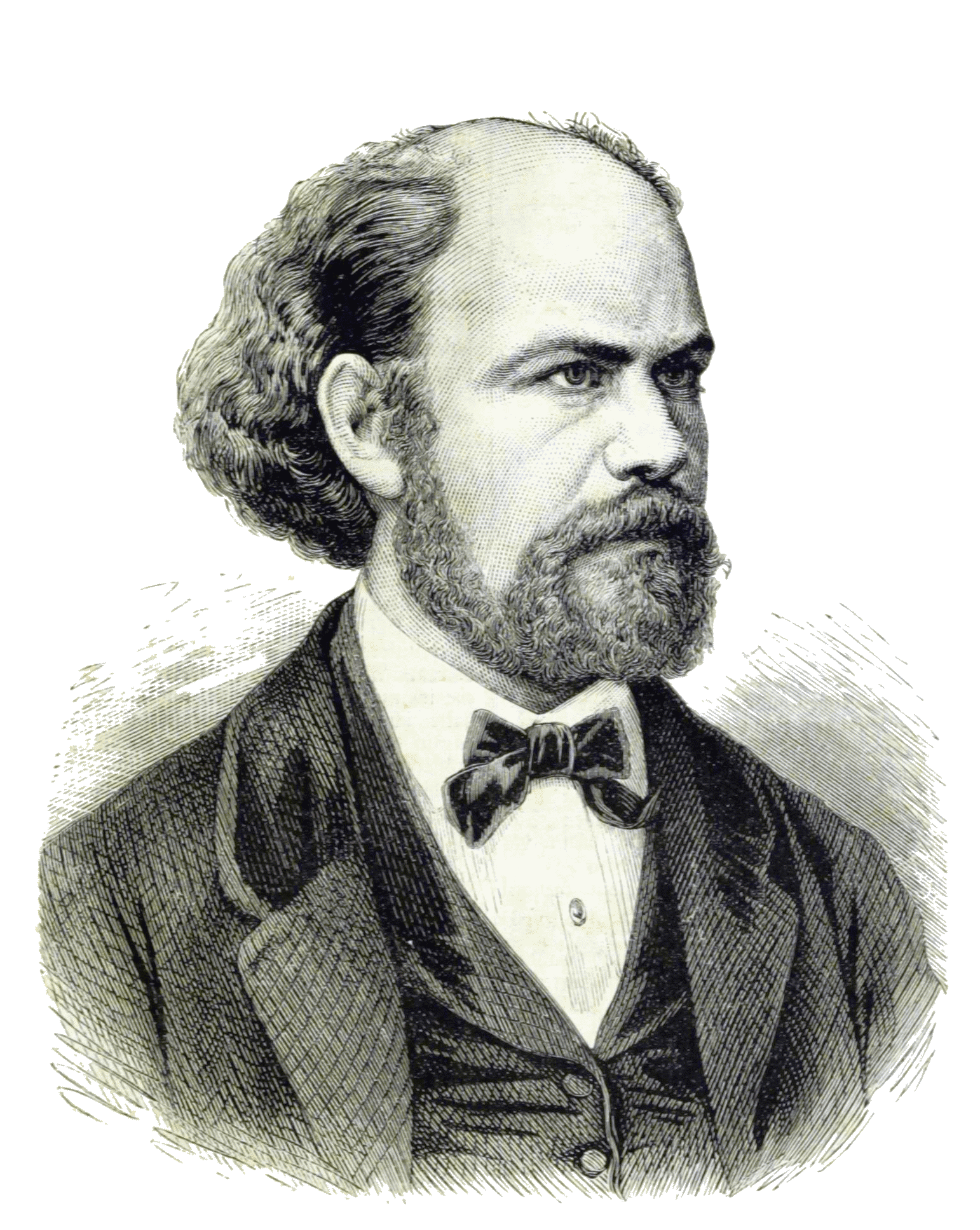
Julius Glaser, Minister der Justiz (Wiener Salonblatt, 23. Juni 1872)

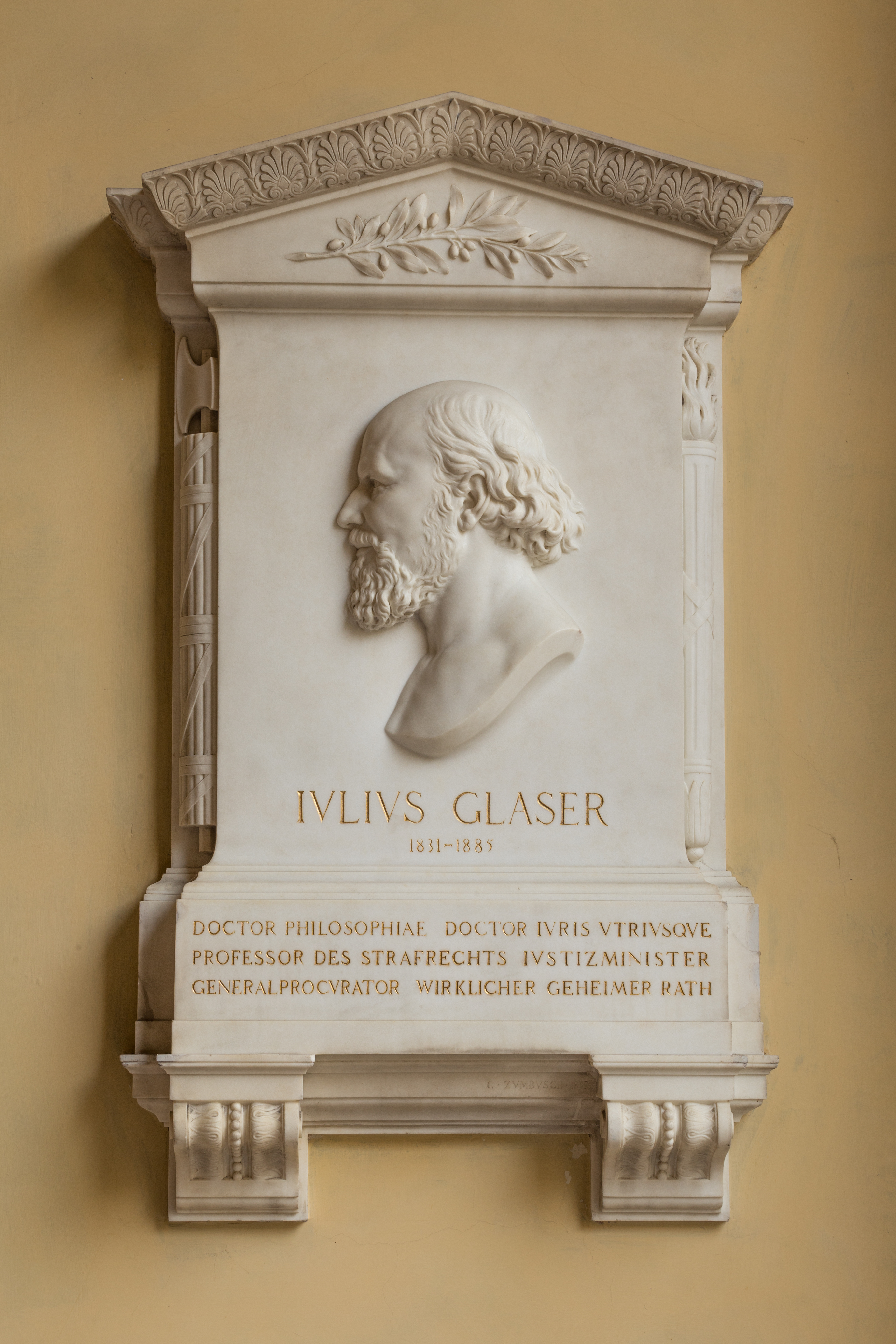
Halbrelief (Marmor) im Arkadenhof der Universität Wien

Julius Anton Glaser (* als Josua Glaser am 19. März 1831 in Postelberg, Böhmen; † 26. Dezember 1885 in Wien) war ein österreichischer Rechtswissenschaftler und liberaler Politiker.

## Leben
Julius Anton Glaser, ausgezeichneter Kriminalist, Sohn jüdischer Eltern, trat später zum Christentum über.
Nach Absolvierung seiner Gymnasialstudien in Leitmeritz und am Wiener Schottengymnasium studierte Glaser an der Universität Zürich, wo er 1849 zum Doktor der Philosophie promoviert wurde. Noch nicht 20 Jahre alt, machte er sich durch seine Monographie Das englisch-schottische Strafverfahren (Wien 1850) als kriminalistischer Schriftsteller bekannt und habilitierte sich nach Erlangung der juristischen Doktorwürde 1854 in Wien als Privatdozent für österreichisches Strafrecht, worauf er 1856 außerordentlicher, 1860 ordentlicher Professor wurde.
Ein eifriges Mitglied des deutschen Juristentags, war er zugleich für Reform der österreichischen Strafgesetzgebung, namentlich für das Zustandekommen der neuen Strafprozessordnung, tätig.
Am 25. November 1871 trat er als Justizminister in das Kabinett Adolf Fürst von Auersperg, dem er bis 1879 angehörte. Als Vertreter der inneren Stadt Wien im Abgeordnetenhaus gehörte er zu den begabtesten Anhängern der Partei der Linken. Seit 1879 Generalprokurator am höchsten Gerichtshof, starb er am 26. Dezember 1885 in Wien.

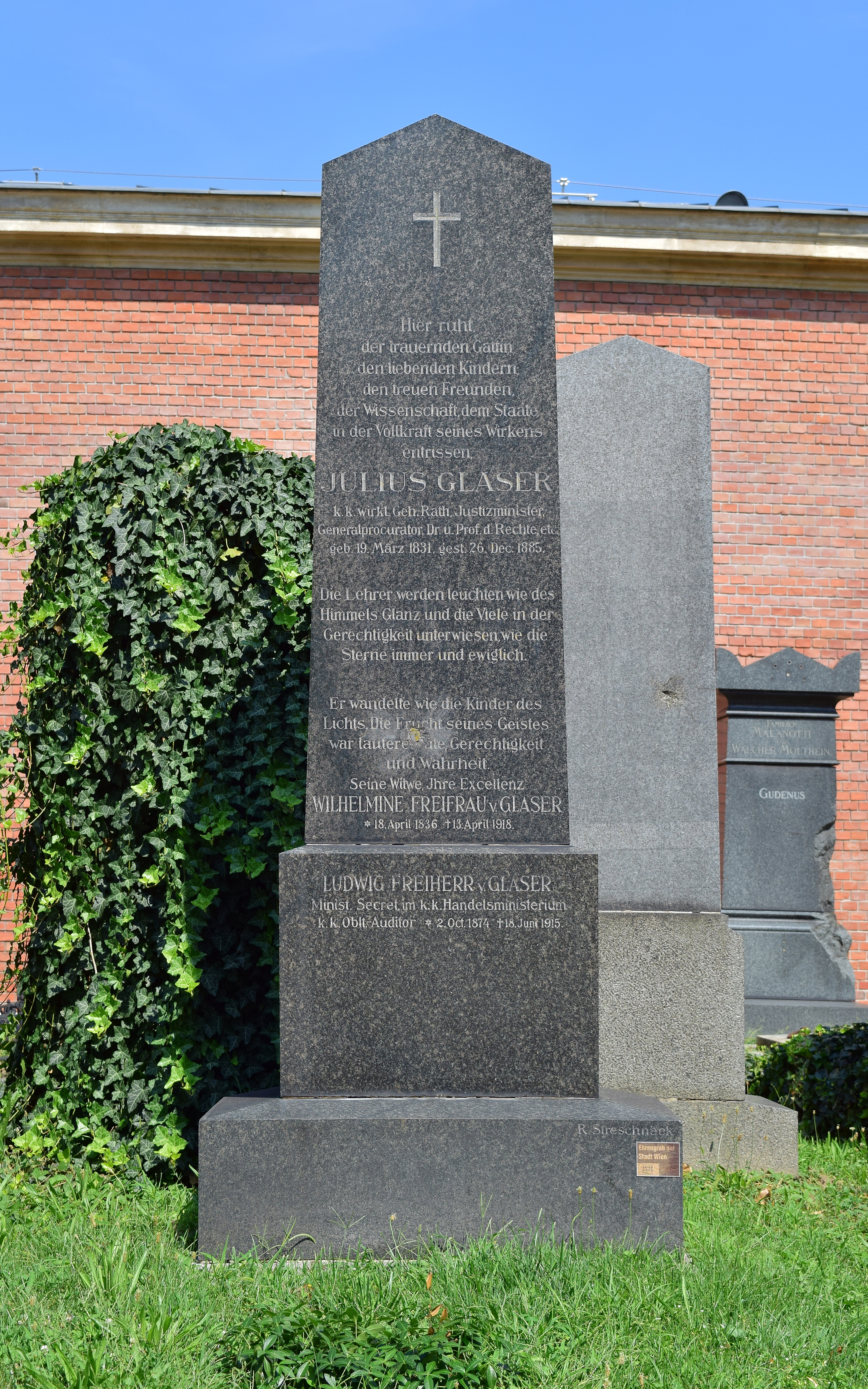
Ehrenhalber gewidmetes Grab auf dem Wiener Zentralfriedhof

Nach Glasers Tod wurden der Witwe, Wilhelmine Glaser geb. Löwenthal (* 18. April 1836 in Wien; † 13. April 1918 in Edlach), und den Kindern Eleonore (1869–1942), Henrica (1869–1942) sowie Ludwig (1875–1915), der erbliche Freiherrnstand verliehen, auf den Glaser als Träger des Großkreuzes des Österreichisch-kaiserlichen Leopold-Ordens und Ritter des Ordens der Eisernen Krone 1. Klasse statutengemäß Anspruch hatte.
Im Arkadenhof der Wiener Universität – der Ruhmeshalle der Universität – steht seit 1888 eine Büste Glasers, geschaffen von Kaspar Clemens und Eduard Zumbusch. Im Rahmen von „Säuberungen“ durch die Nationalsozialisten Anfang November 1938 wurden zehn Skulpturen jüdischer oder vermeintlich jüdischer Professoren im Arkadenhof im Zusammenhang der „Langemarck-Feier“ umgestürzt oder mit Farbe beschmiert. Bereits zu diesem Zeitpunkt hatte der kommissarische Rektor Fritz Knoll eine Überprüfung der Arkadenhof-Plastiken veranlasst; auf seine Weisung hin wurden fünfzehn Monumente entfernt und in ein Depot gelagert, darunter diejenige von Julius Glaser. Nach Kriegsende wurden im Jahr 1947 alle beschädigten und entfernten Denkmäler wieder im Arkadenhof aufgestellt. 
Glaser wurde in einem ehrenhalber gewidmeten Grab auf dem Wiener Zentralfriedhof (Gruppe 31 A, Reihe 1, Nr. 13) bestattet. Im Jahr 1888 wurde in Wien-Alsergrund (9. Wiener Gemeindebezirk) die Glasergasse nach ihm benannt.

## Schriften
Von seinen Schriften sind noch hervorzuheben:
- Abhandlungen aus dem österreichischen Strafrecht (Wien 1858, Bd. 1);
- Anklage, Wahrspruch und Rechtsmittel im englischen Schwurgerichtsverfahren (Erlangen 1866);
- Gesammelte kleinere Schriften über Strafrecht, Zivil- und Strafprozeß (Wien 1868, 2 Bde.; 2. Aufl. 1883);
- Studien zum Entwurf des österreichischen Strafgesetzes über Verbrechen und Vergehen (Wien 1871);
- Schwurgerichtliche Erörterungen (2. Aufl., das. 1875);
- Beiträge zur Lehre vom Beweis im Strafprozeß (Leipzig 1883).

In Karl Bindings Handbuch der deutschen Rechtswissenschaft bearbeitete er den Strafprozess (Leipzig 1883–85, 2 Bde.). Mit Joseph Unger und J. v. Walther gab er die Sammlung von zivilrechtlichen Entscheidungen des k. k. obersten Gerichtshof (Wien 1859 ff., 2. Aufl. 1873 ff.), mit Stubenrauch und Nowak die Allgemeine österreichische Gerichtszeitung (1864 ff.) heraus.